# Adán Chávez
Adán Coromoto Chávez Frías (Sabaneta, estado Barinas, 11 de abril de 1953) es un docente, físico y político venezolano, actual rector de la Universidad Nacional Experimental de los Llanos Occidentales Ezequiel Zamora (UNELLEZ) y gobernador de Barinas.
Anteriormente, fue embajador de Venezuela en Cuba, ministro del Poder Popular para la Cultura y de Educación y miembro de la Asamblea Nacional Constituyente. Es el hermano mayor del fallecido Presidente de Venezuela, Hugo Chávez, de los políticos Aníbal Chávez, Argenis Chávez y de otros tres hermanos: Narciso (1955), Enzo (1959-1960) y Adelis (1961). Además es conductor y moderador del programa semanal, La Voz de Chávez.
Adán, resultó electo Gobernador del Estado Barinas por el oficialismo en las Elecciones regionales de 2025.

## Familia
Adán Chávez es el mayor de los siete hijos de Hugo de los Reyes Chávez y Elena Frías de Chávez, ambos maestros de escuela jubilados del pueblo de Sabaneta; estado Barinas. Sabaneta está situada en los llanos, limitando con la región andina al oeste y al sur.A corta edad, sus padres le confiaron su crianza y la de su hermano Hugo; a su abuela paterna, Rosa Inés Chávez (1913-1982). Está casado con Carmen Herenia Hernández Puente, nacida el 25 de febrero de 1954; en el Estado Mérida, con quien tiene cuatro hijos: Enzo, nacido el 22 de junio de 1975; Elena, nacida el 31 de diciembre de 1977; Ernesto, nacido el 16 de febrero de 1982 y Elyana, nacida el 23 de noviembre de 1985. Además tiene nueve nietos. Chávez es bisnieto del caudillo venezolano Pedro Pérez Delgado, conocido como Maisanta; líder de la rebelión antigomecista, quien en 1898; acabó con la vida del expresidente Joaquín Crespo.

## Profesión
Adán Chávez Frías, es egresado en Física de la Universidad de los Andes y fue docente de esa casa de estudios en la ciudad de Mérida, también profesor de Matemáticas en UNELLEZ y el Liceo Alberto Arvelo Torrealba, el epicentro de la política izquierda venezolana. Ocupó varios cargos estratégicos, durante la presidencia de Hugo Chávez; siendo el último, ministro de educación (enero de 2007 - abril de 2008). El 8 de febrero de 2023, fue designado rector de la Universidad Nacional Experimental de los Llanos Occidentales Ezequiel Zamora, siendo juramentado; el 23 de febrero de ese año.

## Vida política
Desde temprana edad, se relacionó a movimientos revolucionarios y de izquierda en Venezuela. A los 16 años, por ejemplo; se unió al partido Movimiento de Izquierda Revolucionaria. Poco después como universitario, formó parte de las actividades clandestinas del Partido de la Revolución Venezolana; en ese entonces, bajo la dirección de Douglas Bravo, al mismo tiempo que Hugo Chávez se unía al ejército. Disuelto este último, Adán Chávez continuó manteniendo contactos de izquierda; algunos de ellos relacionados con la lucha armada clandestina, antes del golpe de Estado realizado por su hermano en 1992.
Fue uno de los fundadores del Partido Socialista Unido de Venezuela (PSUV), teniendo bajo su responsabilidad la región de los llanos del sur (vicepresidente de la región). Durante el mandato de su hermano, fue miembro de la Asamblea Nacional Constituyente de Venezuela de 1999; desde el 25 de julio de 1999, hasta el 15 de diciembre de ese año; miembro de la Comisión Legislativa Nacional, desde el 1 de febrero de 2000; hasta el 14 de agosto de ese mismo año,  Embajador de Venezuela en Cuba, desde el 21 de enero de 2004; hasta el 4 de agosto de 2006, Ministro del Poder Popular del Despacho de la Presidencia, desde el 4 de agosto de 2006; hasta el 6 de enero de 2007, Ministro del Poder Popular para la Educación de Venezuela; desde el 6 de enero de 2007, hasta el 29 de abril de 2008. Luego, participó en las elecciones regionales de 2008; donde fue elegido gobernador de Barinas (siendo el sucesor de su padre, Hugo de Los Reyes Chávez), cargo que ocupó hasta el 4 de enero de 2017; cuando el presidente Nicolás Maduro, lo nombró Ministro del Poder Popular para la Cultura; hasta el 17 de junio de ese año y el 7 de marzo de 2019, fue nombrado nuevamente; embajador de Venezuela en Cuba, hasta el 14 de febrero de 2023.
El 31 de marzo de 2025, el secretario general del Partido Socialista Unido de Venezuela (PSUV); Diosdado Cabello, anunció que Adán Chávez sería el candidato del Gran Polo Patriótico Simón Bolívar; para las Elecciones regionales de Venezuela de 2025 a la gobernación de Barinas. El 6 de abril de ese año, El Gran Polo Patriótico Simón Bolívar (GPPSB); lo presentó oficialmente como su candidato. El 25 de mayo de ese mismo año, fue electo gobernador de Barinas. El 27 de mayo, fue proclamado y el 9 de junio, tomó posesión del cargo.

## Sanciones

### Estados Unidos
El 9 de agosto de 2017, el Departamento del Tesoro de los Estados Unidos impuso sanciones a Adan Chávez por su cargo en la Comisión Presidencial en la Asamblea Nacional Constituyente de Venezuela de 2017, inmovilizando bienes en este país.

### Canadá
El 3 de noviembre de 2017, el Gobierno de Canadá sancionó a Adan Chávez por haber participado en "actos significativos de corrupción o haber estado involucrado en graves violaciones de los derechos humanos".

### Panamá
El 29 de marzo de 2018, Adan Chávez fue sancionado por el gobierno de Panamá por su presunta participación en "blanqueo de capitales, financiación del terrorismo y financiación de la proliferación de armas de destrucción masiva".